# Primera División de Chile 1936
La Primera División de Chile 1936 o Campeonato de la Primera División de la Serie A de la Sección Profesional de la Asociación de Football de Santiago 1936 fue la cuarta edición de la máxima categoría del fútbol de Chile, correspondiente a la temporada 1936. 
Disputada entre el 24 de mayo y el 22 de noviembre de 1936, su organización estuvo a cargo de la Sección Profesional de la Asociación de Football de Santiago (AFS) y contó con la participación de seis equipos. La competición se disputó bajo el sistema de todos contra todos, en dos ruedas.
El campeón fue Audax Italiano, que consiguió su primer título de Primera División.

## Equipos participantes
Previo al inicio del certamen, el 17 de abril de 1936, en la sesión de directorio conjunto del Club de Deportes Santiago y del Morning Star Sport Club se acordó celebrar un pacto de fusión entre los dos clubes, mediante el cual fue fundado el Club de Deportes Santiago Morning, hecho reconocido por la Sección Profesional de la Asociación de Football de Santiago. Así, el nuevo club ocupó la plaza del primero en Primera División.

### Información
| Equipo           | Ciudad   |
| ---------------- | -------- |
| Audax Italiano   | Santiago |
| Badminton        | Santiago |
| Colo-Colo        | Santiago |
| Magallanes       | Santiago |
| Santiago Morning | Santiago |
| Unión Española   | Santiago |

## Desarrollo

### Clasificación
| Pos. | Equipo             | Pts. | PJ | G | E | P | GF | GC | Dif. | Clasificación |
| ---- | ------------------ | ---- | -- | - | - | - | -- | -- | ---- | ------------- |
| 1    | Audax Italiano (C) | 16   | 10 | 7 | 2 | 1 | 38 | 20 | +18  | Campeón       |
| 2    | Magallanes         | 12   | 10 | 6 | 0 | 4 | 31 | 21 | +10  |               |
| 3    | Colo-Colo          | 10   | 10 | 4 | 2 | 4 | 26 | 24 | +2   |               |
| 4    | Santiago Morning   | 10   | 10 | 4 | 2 | 4 | 21 | 24 | −3   |               |
| 5    | Badminton          | 7    | 10 | 2 | 3 | 5 | 23 | 43 | −20  |               |
| 6    | Unión Española     | 5    | 10 | 1 | 3 | 6 | 18 | 25 | −7   |               |

 Fuente: RSSSF
|                        |
| Campeón Audax Italiano |
| 1.er título            |

## Estadísticas

### Goleadores

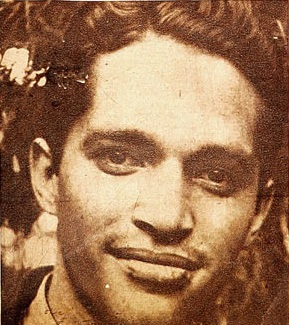
Hernán Bolaños, de Audax Italiano, goleador del campeonato con 14 goles.

| Pos. | Nombre         | Equipo         | Goles |
| ---- | -------------- | -------------- | ----- |
| 1    | Hernán Bolaños | Audax Italiano | 14    |